# Hamarøy
Hamarøy (lulesamisch Hábmer) ist eine Kommune in der nordnorwegischen Provinz Nordland. Ihr Verwaltungszentrum heißt Oppeid. Im Zuge der Kommunalreform in Norwegen wurde der südwestliche Teil von Tysfjord zum 1. Januar 2020 mit Hamarøy zusammengelegt. Die Einwohnerzahl von 1747 bezieht sich auf die Kommune vor der Eingliederung von Tysfjord.

## Kultur
Im Ortsteil Hamsund befindet sich der gleichnamige Hof, den die Eltern von Knut Hamsun seit 1862 bewohnten und auf dem der Dichter, der seinen Nachnamen nach dem Hof wählte, prägende Kindheitseindrücke erhielt. Das Wohnhaus, damals nur aus den drei nördlichen Achsen bestehend, wurde später zweimal nach Süden auf insgesamt sieben Achsen erweitert und 2007 mit den Nebengebäuden unter Denkmalschutz gestellt. Es beherbergt heute eine Zweigstelle des Salten Museums.
Im Ortsteil Oppeid liegt der Hof Skogheim, den Hamsun von 1911 bis 1917 bewohnte. Das Hauptgebäude wurde in den 1920er Jahren nach Norden um zwei Achsen erweitert und aufgestockt. Es enthält heute ein Hamsun-Gedenkzimmer.
Das Hamsun-Zentrum ist ein Literaturhaus und Dokumentationszentrum über den Schriftsteller Knut Hamsun. Es liegt am Presteidstraumen, durch den im Wechsel der Gezeiten Meerwasser in die Bucht Glimma ein- und ausströmt. Das preisgekrönte Turmgebäude wurde von dem amerikanischen Architekten Steven Holl entworfen und ist seit dem Sommer 2010 für das Publikum geöffnet.

## Wappen
Beschreibung: In Blau ein stehender und hersehender silberner Luchs.

## Bekannte Personen
- Knut Hamsun, Literaturnobelpreisträger, verbrachte seine Kindheit in Hamarøy
- Rachel Nergård, Pädagogin und Sprachaktivistin, wuchs in der Ortschaft Musken auf
- Horst Tappert, deutscher Schauspieler, besaß von 1990 bis 2008 mit seiner dritten Frau Ursula ein Ferienhaus hier